# Markovi Kuli

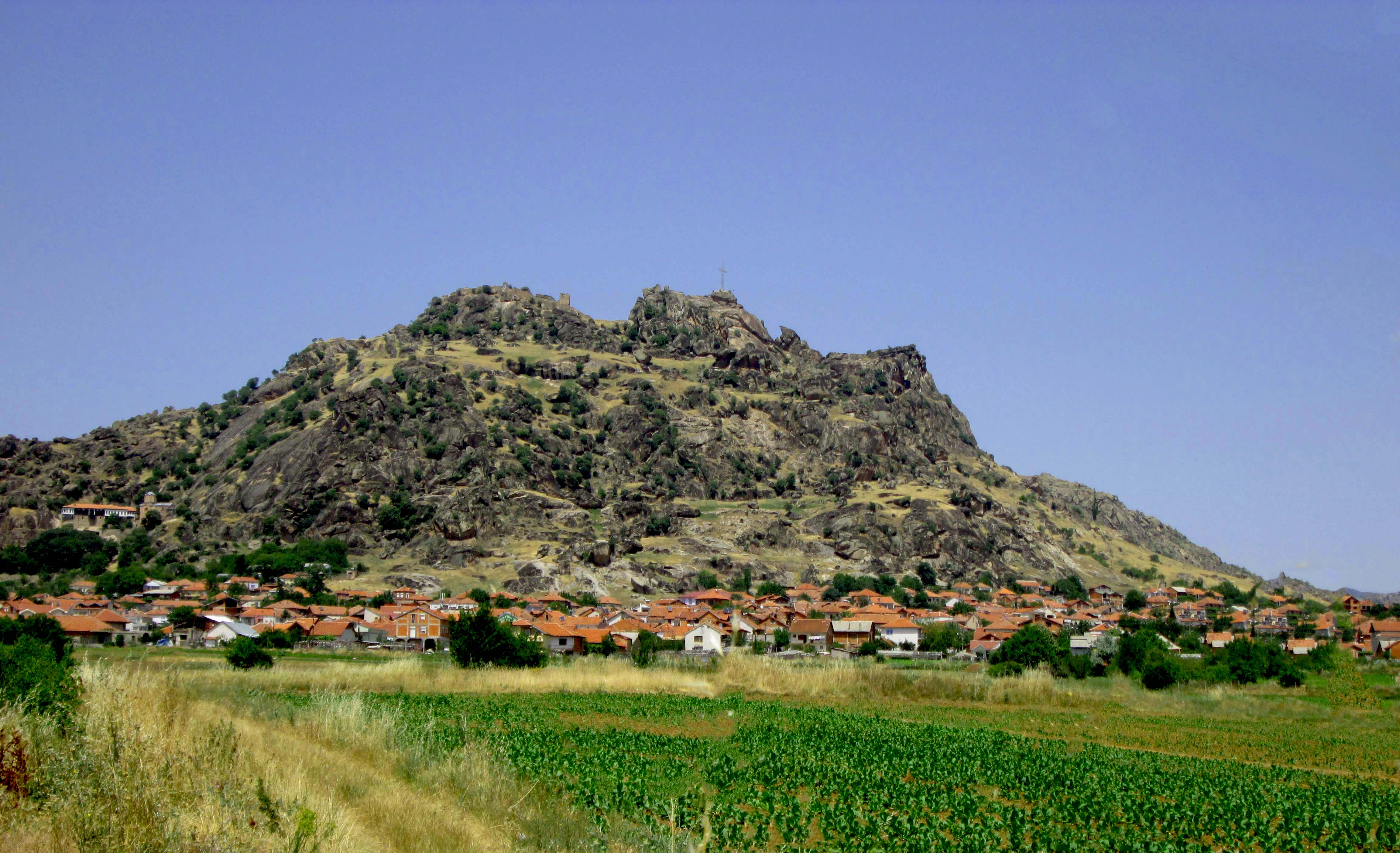
Pevnost Markovi Kuli s vesnicí Varoš pod ní.

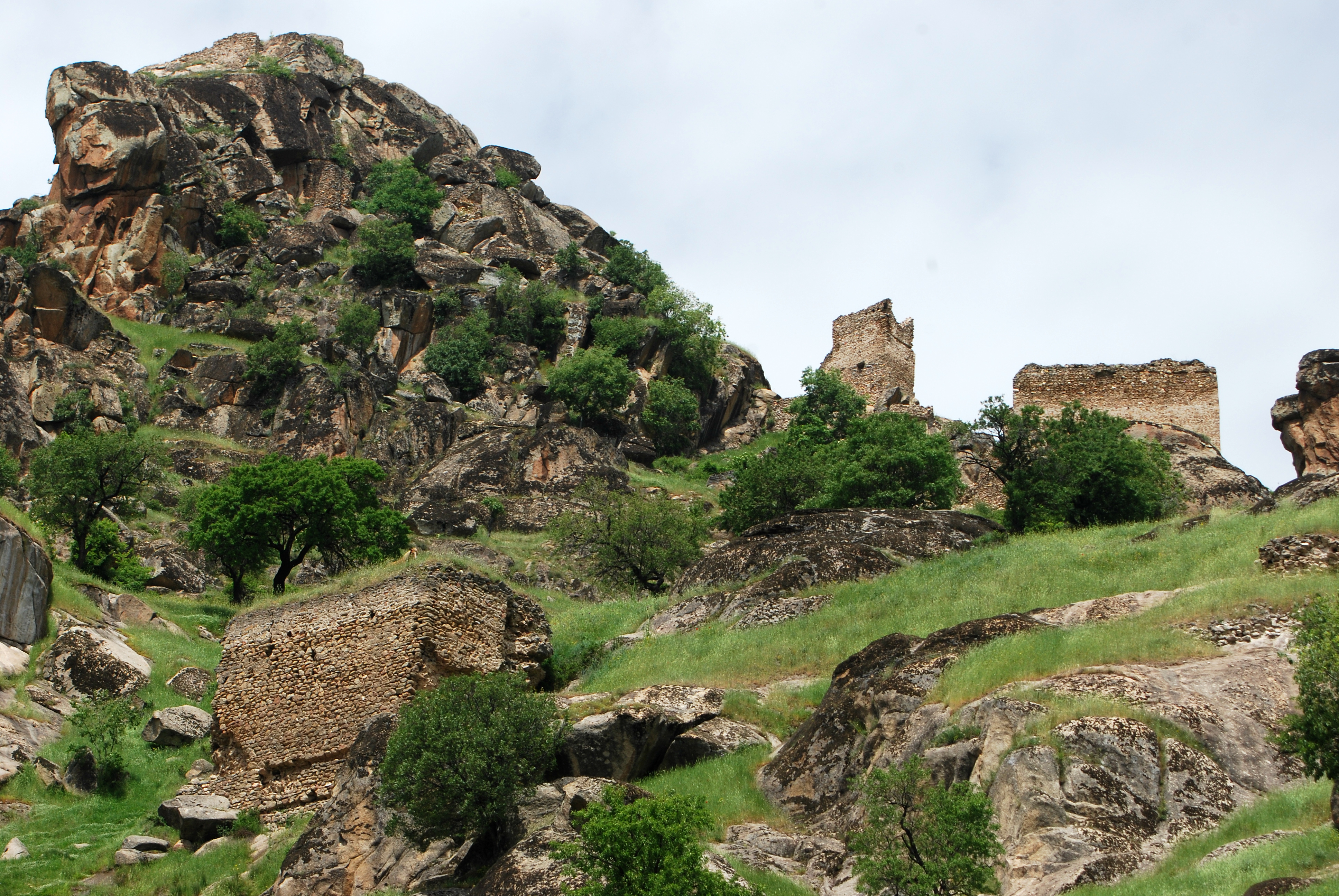
Současný pohled na pozůstatky pevnosti.

Markovi Kuli (v makedonské cyrilici Маркови Кули, česky doslova Markovy věže) jsou pozůstatky středověkého opevnění. Nacházejí se v Severní Makedonii severozápadně od města Prilep, v blízkosti vesnice Varoš, na vrcholcích o výškách 120-180 m.

## Historie
Tato pevnost byla vybudována na místě římské vesnice. Starověká vesnice se rozvíjela v dobách pozdní římské říše[zdroj?]; existovala zde také křesťanská bazilika. Pevnost zde začal budovat západobulharský car Samuel I. v 11. století. Ve své současné podobě jsou nicméně Markovi Kuli pozůstatkem sídla srbského cara Štěpána Dušana, který během expanze srbského středověkého státu na jih po zhroucení moci Byzantské říše rozšířil své panství i na území současné Severní Makedonie. Kromě toho byla pevnost později sídlem srbského krále Marka Mrnjavčeviće (Marka Kraljeviće). Po Markově smrti pak Srbsko definitivně ztratilo Makedonii, a pevnost byla opuštěna. Ještě ve 14. století sloužila pevnost spolu se svým podhradí jako dočasné útočiště venkovskému obyvatelstvu, které utíkalo před šířící se Osmanskou říší. Počet obránců však postupně klesal, až v posledních bojích s Turky dosahoval pouhých několika desítek lidí.
Po smrti Marka Mrnjavčeviće v roce 1395 převzali pevnost Turci; obyvatelstvo bylo vyhnáno a založilo nedalekou vesnici Varoš. Vzhledem k tomu, že po postupu Turků dále na sever se Prilep nacházel daleko od hranice s křesťanskými státy a tedy ztratil strategický význam, vojsko pevnost opustilo. Tím zanikl její strategický význam a začala se rozpadat. 

## Popis
Do dnešních dob se dochovaly zdi pevnosti z 13. a 14. století. Tyto zdi mají metrovou tloušťku a byly vybudovány z velkých kamenných bloků. Pevnost měla celkem tři linie opevnění. Využity byly také skalní stěny, které se staly součástí opevnění. 
V jihozápadní části pevnosti se nacházel palác srbských králů Vukašina a Marka Mrnjavčeviće spolu s jednolodním kostelem. Kromě akropole, kterou zabíral onen vladařův palác, bylo součástí Markových Kul také i podhradí. To mělo dvojité opevnění a rozkládalo se na ploše o velikosti 3,6 hektarů. Na severní straně mělo dvojitou bránu se strážní věží. Na jižní zdi se poté do dnešní doby dochovaly tři další věže.